# Фейн, Томас, 6-й граф Уэстморленд
То́мас Фе́йн, 6-й гра́ф Уэ́стморленд (англ. Thomas Fane, 6th Earl of Westmorland; 3 октября 1681 — 4 июня 1736) — британский аристократ и политический деятель, 6-й граф Уэстморленд (1699—1736).

## Биография
Томас Фейн третьим сыном Вера Фейна, 4-го графа Уэстморленд и его супруги Рейчел Бенс, дочери торговца Джона Бенса и Джудит Эндрюс.
В 1699 году, в возрасте 17 лет, после смерти старшего брата унаследовал его титулы граф Уэстморленд, барон Бергерш и барон ле Диспенсер. В апреле 1704 года Томас был назначен джентльменом опочивальни принца Георга Датского, супруга королевы Анны Стюарт, а также занимал должность Лорда-смотрителя Пяти портов с 1705 по 1708 год.
В ноябре 1708 года он присутствовал в качестве джентльмена опочивальни на похоронах принца Георга Датского. В 1715 году, Томас был назначен джентльменом королевской опочивальни короля Георга I. Помимо этого, Томас Фейн занимал должности главного судьи в Эйре (1717—1719), а в 1719 году был назначен на должность Первого лорда торговли, должность которого занимал до мая 1735 года.
Скончался 4 июня 1736 года, в возрасте 54 лет; его титулы унаследовал младший брат Джон.